# Sincik
Sincik è un comune di 3 000 abitanti, capoluogo dell'omonimo distretto, situato nella provincia di Adıyaman, in Turchia.